# Campeonato Nacional de Fútbol de Salón 2016 (Paraguay)
El XLVI Campeonato Nacional de Fútbol de Salón - Concepción 2016 fue la 46ª edición del Campeonato Nacional de Fútbol de Salón de Paraguay. Fue organizado por octava vez por la Federación Paraguaya de Fútbol de Salón (FPFS) y participaron 16 equipos. Inició el 23 de febrero de 2016 y finalizó el 1 de marzo del mismo año. Los partidos fueron jugados en el Polideportivo Municipal Lengua Rague y en el Polideportivo María Auxiliadora, ambos de la ciudad de Concepción.

Luego de veinte años, y por tercera vez, el local Concepción fue consagrado campeón.

## Modalidad
Los dieciséis equipos participantes se dividieron en cuatro grupos de cuatro cada uno, donde disputaron una ronda de partidos de todos contra todos en el grupo. Los dos mejores equipos de cada grupo pasaron a los duelos finales.

## Equipos participantes[2]
| Equipos clasificados |
| -------------------- |
| Altos                |
| Ayolas               |
| Benjamín Aceval      |
| Carmen del Paraná    |
| Concepción           |
| Coronel Oviedo       |
| Horqueta             |
| Itauguá              |
| Minga Guazú          |
| Presidente Franco    |
| San Bernardino       |
| San Ignacio          |
| San Pedro            |
| Villa Hayes          |
| Villarrica           |
| Villeta              |

## Desarrollo

### Primera fase[3]

#### Grupo A
| Equipo         | Pts | PJ | PG | PE | PP |
| -------------- | --- | -- | -- | -- | -- |
| Villa Hayes    | 6   | 3  | 3  | 0  | 0  |
| Itauguá        | 4   | 3  | 2  | 0  | 1  |
| Villarrica     | 2   | 3  | 1  | 0  | 2  |
| San Bernardino | 0   | 3  | 0  | 0  | 3  |

#### Grupo B
| Equipo      | Pts | PJ | PG | PE | PP |
| ----------- | --- | -- | -- | -- | -- |
| Concepción  | 5   | 3  | 2  | 1  | 0  |
| Minga Guazú | 4   | 3  | 1  | 2  | 0  |
| Altos       | 3   | 3  | 1  | 1  | 1  |
| Ayolas      | 0   | 3  | 0  | 0  | 3  |

#### Grupo C
| Equipo            | Pts | PJ | PG | PE | PP |
| ----------------- | --- | -- | -- | -- | -- |
| Horqueta          | 5   | 3  | 2  | 1  | 0  |
| San Ignacio       | 4   | 3  | 1  | 2  | 0  |
| Carmen del Paraná | 3   | 3  | 1  | 1  | 1  |
| San Pedro         | 0   | 3  | 0  | 0  | 3  |

#### Grupo D
| Equipo            | Pts | PJ | PG | PE | PP |
| ----------------- | --- | -- | -- | -- | -- |
| Presidente Franco | 6   | 3  | 3  | 0  | 0  |
| Villeta           | 4   | 3  | 2  | 0  | 1  |
| Coronel Oviedo    | 2   | 3  | 1  | 0  | 2  |
| Benjamín Aceval   | 0   | 3  | 0  | 0  | 3  |

### Segunda fase[4]

#### Semifinal
En el cuadrangular de la semifinal jugaron los 4 equipos con mayor puntaje de cada grupo de la primera fase vs los 2.os de cada grupo, los 4 ganadores de cada partido pasan a la instancia final. Esta fase es conocida localmente como 'Mata-Mata'
| 27 de febrero de 2016 | Itauguá | 2 - 4 (t. s.) | Concepción | Polideportivo Municipal Lengua Ragüe, Concepción |  |

| 27 de febrero de 2016 | Horqueta | 3 - 2 (t. s.) | Villeta | Polideportivo María Auxiliadora, Concepción |  |

| 27 de febrero de 2016 | Minga Guazú | 3 - 4 (t. s.) | Villa Hayes | Polideportivo Municipal Lengua Ragüe, Concepción |  |

| 27 de febrero de 2016 | Presidente Franco | 1 - 1 (t. s.)(3 - 1 p.) | San Ignacio | Polideportivo María Auxiliadora, Concepción |  |

#### Finales
Los ganadores de los 4 partidos de la semifinal utilizarán el sistema round-robin para coronar al campeón. En caso de empate, no se tomará en cuenta las diferencias de goles.
| Equipo            | Pts | PJ | PG | PE | PP | GF | GC | Dif |
| ----------------- | --- | -- | -- | -- | -- | -- | -- | --- |
| Concepción        | 4   | 3  | 2  | 0  | 1  | 9  | 7  | 2   |
| Horqueta          | 3   | 3  | 1  | 1  | 1  | 7  | 6  | 1   |
| Villa Hayes       | 3   | 3  | 1  | 1  | 1  | 8  | 9  | -1  |
| Presidente Franco | 2   | 3  | 1  | 0  | 2  | 6  | 8  | -2  |

| 28 de febrero de 2016 | Concepción | 2 - 0   | Presidente Franco | Polideportivo Municipal Lengua Ragüe, Concepción |  |
|                       |            | Reporte |                   |                                                  |  |

| 28 de febrero de 2016 | Horqueta | 1 - 1   | Villa Hayes | Polideportivo María Auxiliadora, Concepción |  |
|                       |          | Reporte |             |                                             |  |

| 29 de febrero de 2016 | Concepción | 4 - 6   | Villa Hayes | Polideportivo Municipal Lengua Ragüe, Concepción |  |
|                       |            | Reporte |             |                                                  |  |

| 29 de febrero de 2016 | Horqueta | 5 - 2   | Presidente Franco | Polideportivo María Auxiliadora, Concepción |  |
|                       |          | Reporte |                   |                                             |  |

| 1 de marzo de 2016 | Presidente Franco | 4 - 1   | Villa Hayes | Polideportivo Municipal Lengua Ragüe, Concepción |  |
|                    |                   | Reporte |             |                                                  |  |

| 1 de marzo de 2016 | Concepción | 3 - 1   | Horqueta | Polideportivo Municipal Lengua Ragüe, Concepción |  |
|                    |            | Reporte |          |                                                  |  |

### Campeón
| Campeón Concepción 3.er título |

| Predecesor: San Ignacio 2015 | Campeonato Nacional de Fútbol de Salón 2016 | Sucesor: Itapúa 2017 |